# دریا کوستووا
 دریا کوستووا (بلاروسی: Дар'я Кустава؛ زادهٔ ۲۹ مهٔ ۱۹۸۶) یک تنیس‌باز اهل بلاروس است. 